# 建勲神社
建勲神社（たけいさおじんじゃ）は、京都市北区紫野北舟岡町にある神社。旧社格は別格官幣社で元・別表神社。船岡山の中腹にある。織田信長を主祭神とし、子の織田信忠を配祀する。正しくは「たけいさおじんじゃ」と読むが、一般には「けんくんじんじゃ」と呼ばれ、「建勲（けんくん）さん」と通称される。旧称健織田社（たけしおりたのやしろ）、建勲社（たけいさおしゃ）。江戸時代後期から明治時代初期に流行した藩祖を祀った神社のひとつである。

## 歴史
1869年（明治2年）11月8日、「日本が外国に侵略されなかったのは、天下統一をめざして日本を一つにまとめた信長のおかげ」として、戦国時代を天下統一、朝儀復興などを進めた織田信長を賛えるための健織田社（たけしおりたのやしろ）の創建が明治天皇により決定された。翌1870年（明治3年）10月17日、「建勲」の神号を賜り、信長の子孫で天童藩知事・織田信敏の東京の邸内と織田家旧領地の山形県天童市に建勲社が造営された（天童市に造営された建勲社については建勲神社 (天童市)を参照のこと）。1875年（明治8年）4月24日に別格官幣社に列格した。
現在地の船岡山は平安京の四神相応の玄武に位置し、完成しなかったとはいえ豊臣秀吉によって信長の廟所・天正寺の境内地と定められた場所であった。その船岡山に神社を移すことになり、1880年（明治13年）9月、社殿が竣工して東京より遷座した。なお、この時は現在表参道を少し登ったところにある「大平和敬神」の石碑が建っている場所に本殿があった。1881年（明治14年）に織田信忠が合祀されている。1910年（明治43年）に社殿が現在の山頂部分に移建された。
戦後、近代社格制度の廃止に伴い1948年（昭和23年）に神社本庁の別表神社に加列されたが、2019年（令和元年）に神社本庁から離脱した。
祭神・織田信長の業績にちなみ、国家安泰・難局突破・大願成就の神社とされる。高台にある境内からは特に大文字山・比叡山方面の眺望が良い。また、大鳥居は京都府内最大の白木の鳥居である。

## 祭神
- 主祭神 - 織田信長公
- 配祀神 - 織田信忠卿

## 境内
- 本殿（国登録有形文化財） - 1880年（明治13年）9月建立。1910年（明治43年）に現在地に移築される。
- 渡廊（国登録有形文化財）
- 透塀（国登録有形文化財）
- 神門（祝詞舎、国登録有形文化財）
- 拝殿（国登録有形文化財） - 内側には織田信長36功臣のうち18功臣の額を飾っている。
- 神饌所（国登録有形文化財）
- 手水舎（国登録有形文化財）
- 祭器庫（国登録有形文化財）
- 社務所（国登録有形文化財）
- 貴賓館（国登録有形文化財）
- 船岡妙見社 - 祭神：玄武大神（妙見菩薩）。船岡山の地の神。
- 義照稲荷神社 - 祭神：宇迦御霊大神、国床立大神、猿田彦大神
- 稲荷命婦元宮 - 祭神：船岡山の霊狐。伏見稲荷大社命婦社の親神。

## 文化財

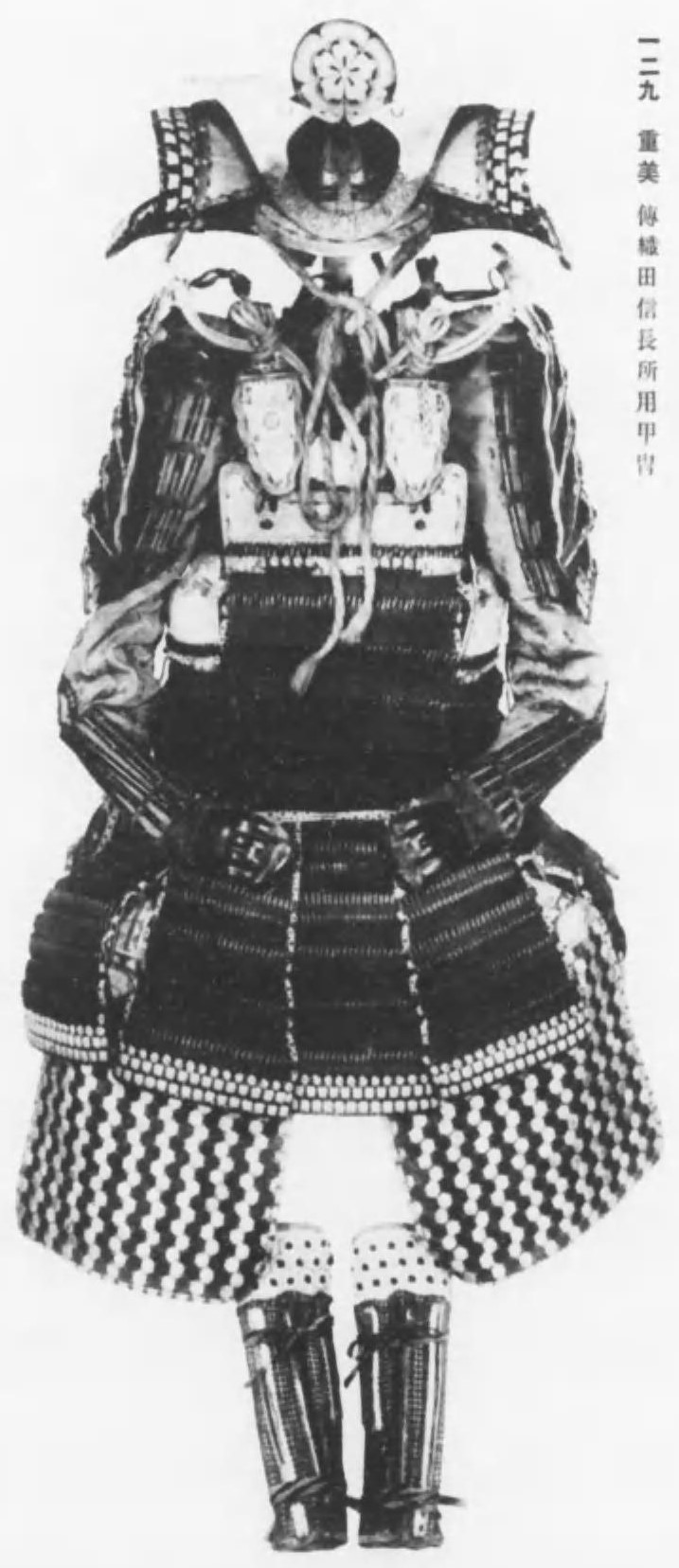
紺糸威胴丸

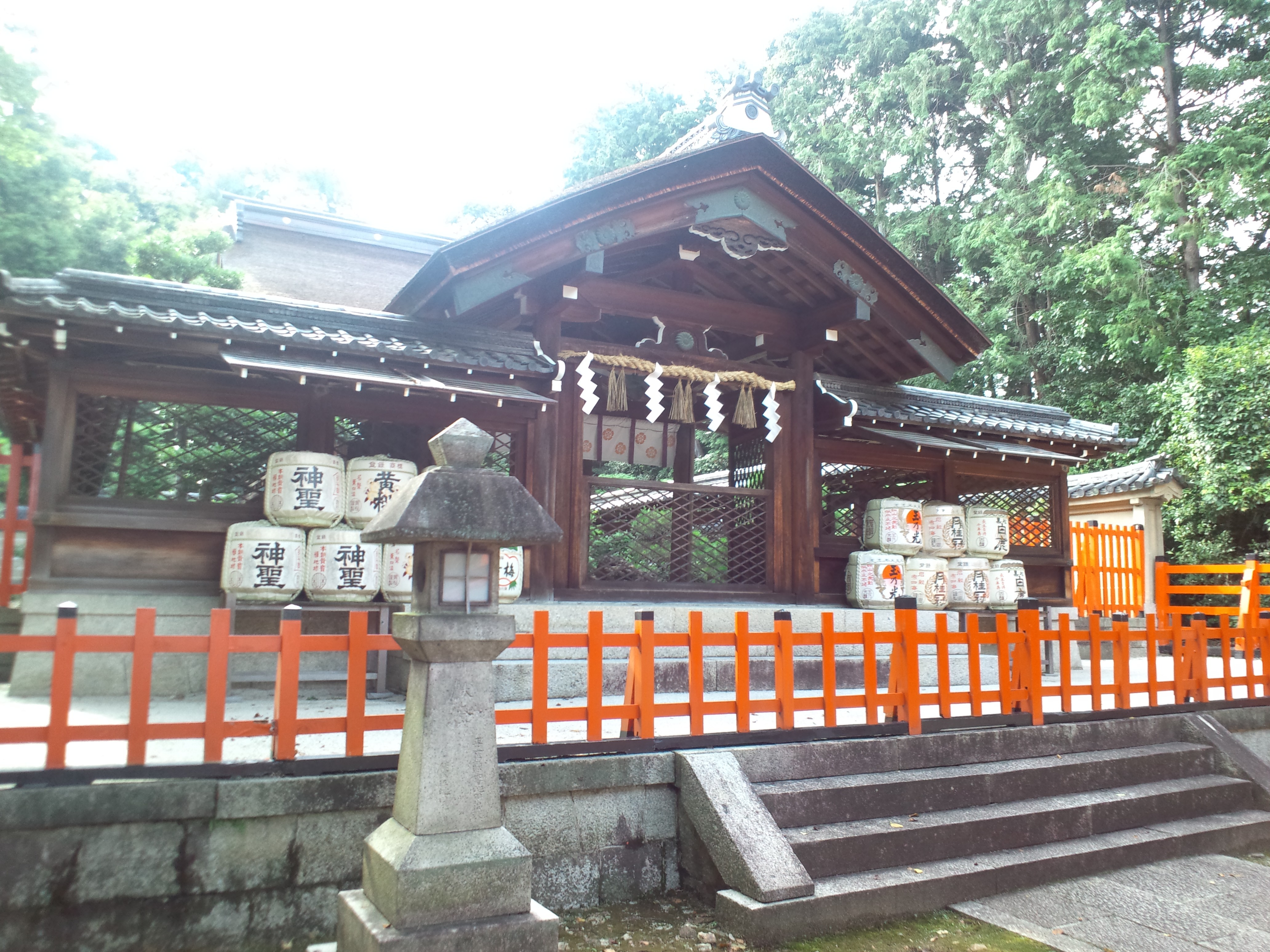
祝詞舎

### 重要文化財
- 刀 無銘（宗三左文字）
- 紺糸威胴丸（附 保呂串付受筒、采配、鞭、櫃）
- 信長公記 太田牛一自筆本 15冊 第十五冊末元禄十二年季夏近衛家熙跋

### 国指定史跡
- 船岡山 - 当社境内を含む山全体が史跡となっている。

### 国登録有形文化財
- 本殿
- 拝殿
- 祝詞舎
- 渡廊
- 透塀
- 神饌所
- 祭器庫
- 手水舎
- 貴賓館
- 社務所
- 大鳥居

## 祭事
永禄11年（1568年）の信長上洛の日に因み、10月19日に船岡大祭が行われる。

## 勧請社
各地に勧請社がある。
岐阜県岐阜市若宮町の橿森神社では、信長が美園で開いた楽市・楽座の市神が橿森神社の御神木に祀られたという伝えがあり、明治になって境内に建勲神社を勧請した。

## アクセス
- 表参道へは京都市バス「建勲（けんくん）神社前」（1・12・204・205・206・北8・M1系統）バス停から徒歩。
- 表参道は急な石段が続くため、それを避けるなら京都市バス船岡山バス停から徒歩で北参道。

## 関連図書
- 白井永二・土岐昌訓編集『神社辞典』東京堂出版、1979年（昭和54年）、211頁